# Nesomyrmex entabeni
Nesomyrmex entabeni  (лат.) — вид мелких муравьёв рода Nesomyrmex (Formicidae) из подсемейства Myrmicinae.

## Распространение
Южная Африка (Western Cape, Mountain Fynbos).

## Описание
Длина головы (HL) 0.705-0.719 мм; ширина головы (HW) 0.502-0.570 мм; головной индекс (CI) 70-79; длина скапуса (SL) 0.484-0.511 мм; индекс скапуса (SI) 89-97. Промезонотум покрыт отстоящими волосками. Проподеум округлый без шипиков. Брюшко гладкое и блестящее. Усики 12-члениковые с булавой из 3 сегментов. Жвалы с 5 зубцами. Стебелёк между грудкой и брюшком состоит из двух члеников: петиолюса и постпетиолюса (последний четко отделен от брюшка), жало развито. Мелкие почвенные муравьи (длина около 3 мм) коричневого цвета, похожие на представителей рода Leptothorax.

## Систематика
Вид включён в состав группы simoni species-group (Formicoxenini, или Crematogastrini). Близок к видам Nesomyrmex nanniae и Nesomyrmex ruani. Ранее представители рода рассматривались в составе рода Leptothorax. Вид был впервые описан в 2008 году африканскими энтомологами Н. Мбанияна (Nokuthula Mbanyana) и Х. Робертсоном (Hamish G. Robertson; Natural History Collections Department, Iziko South African Museum, Кейптаун, Южная Африка) по материалам из Южной Африки. Видовое название происходит от слова entabeni, что на языке isi-Xhosa означает «в горах» (вид найден в горной местности).